# Apristurus internatus
Apristurus internatus är en hajart som beskrevs av Deng, Xiong och Zhan 1988. Apristurus internatus ingår i släktet Apristurus och familjen rödhajar. IUCN kategoriserar arten globalt som otillräckligt studerad. Inga underarter finns listade i Catalogue of Life.

## Bildgalleri

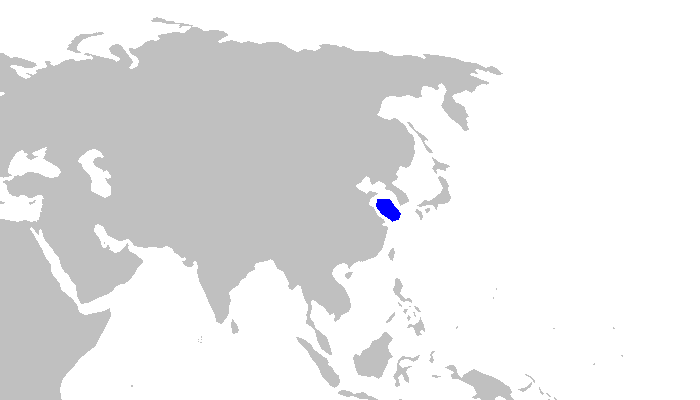